# バーレーンの真珠採取業

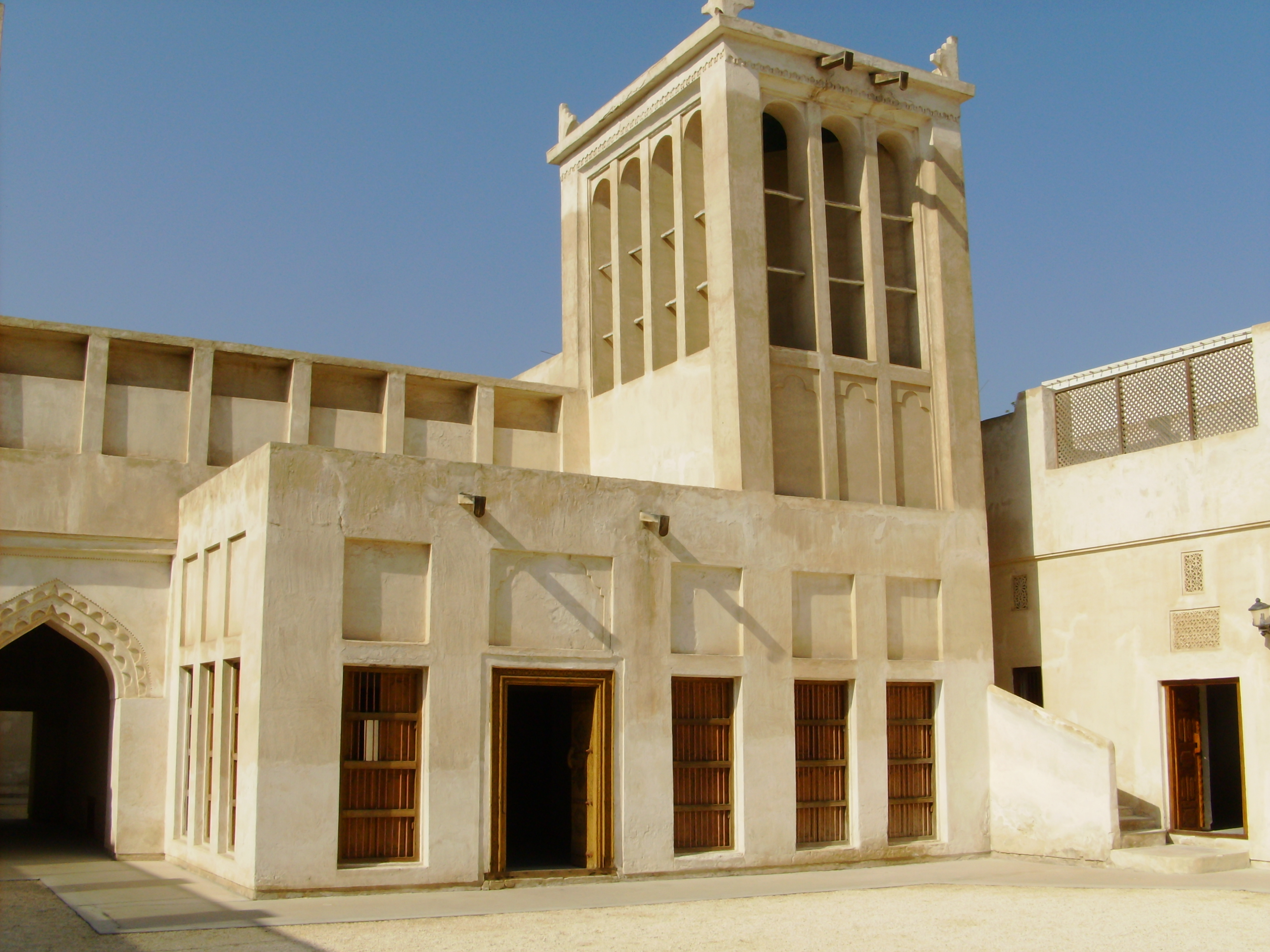
真珠採取業が全盛期を迎えていた頃の首長イーサ・ビン・アリ・アール・ハリーファ（1869年 - 1932年）の館

バーレーンの真珠採取業（バーレーンのしんじゅさいしゅぎょう）は、一説には紀元前2000年頃にまで遡るとも言われるバーレーン古来の基幹的地場産業であった。石油発見以前のペルシア湾一帯は天然真珠の一大産地となっており、わけてもバーレーン近海の真珠は高品質と評価されていた。しかし、日本の真珠養殖業の発展や世界恐慌の影響によって壊滅的な打撃を受け、1930年代以降、急速に衰退していった。
バーレーンのムハッラク島には往時を偲ばせる建造物群が並ぶ「バーレーン真珠採取の道」（英語: Bahrain pearling trail） が残されており、それらの建造物の一部と関連する漁場などが、「バーレーン要塞 - ディルムンの古代の港と首都」に続く同国2件目の世界遺産として、2012年6月30日にUNESCOの世界遺産リストに登録された。

## 概要
石油発見以前のペルシア湾岸では数千年にわたって天然真珠の採取が行われてきたが、その中でもバーレーン近海には好漁場が多く、質の高いことでも古来知られていた。その真珠採取の方法は少なくとも1000年以上の間、ほとんど変化をしなかった伝統的なものであり、多くの潜水夫たちが過酷な採取業に従事していた。バーレーンは周辺諸地域の真珠をボンベイに出荷する際の集積地の役割も果たしており、真珠商人たちも多く集まった。
その全盛期は19世紀後半から20世紀初頭のことだったが、1930年代以降、養殖真珠の台頭や世界恐慌の影響などでペルシア湾での天然真珠の採取業は急速に衰退し、バーレーンも大きな打撃を受けた。それと入れ替わるように、バーレーンでは1932年にペルシア湾岸のアラビア半島側で初めて油田が発見されたため、バーレーンは真珠の国から石油の国へと変貌し、真珠採取業に従事する者はほとんどいなくなった。
かつての繁栄を偲ばせるムハッラク島の建造物群や周辺の漁場は、2012年に「真珠採り、島の経済を物語るもの」の名前で世界遺産リストに加えられた。

## 歴史

### 古代

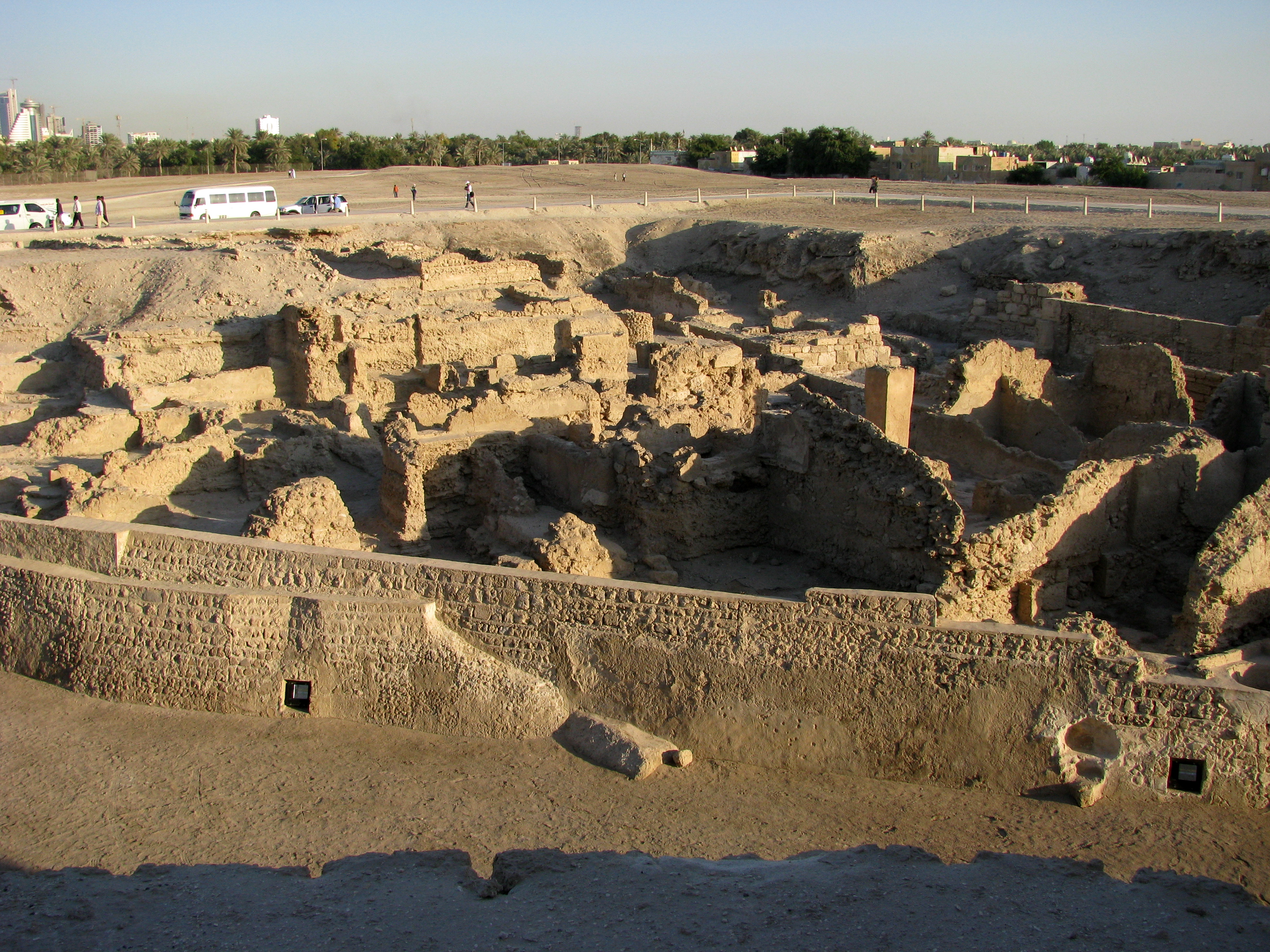
ディルムンの首都とされるバーレーン要塞の遺跡

バーレーンにおける真珠採取の歴史は、かつてバーレーン一帯に栄えたディルムンに遡る。ディルムンはメソポタミアとメルーハ（モヘンジョ・ダロ周辺）を結び付けていた中継貿易地であった。一説にはギルガメシュ叙事詩で英雄ギルガメシュが海底に潜って「不老不死の花」を手に入れる話が、ディルムンの真珠採取をモデルにしているという説もあるものの、より直接的にディルムンと真珠の関連性を窺わせる最古の言及は、紀元前2000年頃のアッシリア語碑文である。その碑文は、ディルムンの貿易品目として「魚の目」について触れている。この「魚の目」は珊瑚、ラピスラズリなどの宝飾品類とともに言及されており、真珠のことでないかと考えられている。ディルムン文明の発見者であるジェフリー・ビビーは、その数量の記録が他の多くの貿易品と異なり、容積や重量でまとめるのではなく、1個、2個という単位で記録されていることからも、それが高価な品目であったと推測していた。ディルムン文明のものと考えられる墳墓の中には、副葬品として真珠が見つかる例もある。
ビビーはまた、バーレーン島の南西部で発見された貝塚を、真珠採取に関わる遺跡と見なしていた。バーレーンの貝塚を構成する貝殻はほとんどが真珠貝（後述）で、漁獲した貝を野ざらしにして死なせた上で、真珠を採取した跡ではないかと考えられている。この様なやり方は世界的には広く見られる反面、のちの伝統的なペルシア湾岸の採取法（後述する船上での採取）とは異なっており、より古い方法だったと見なされている。船上での採取は貝殻を海に投棄してしまい、痕跡が残らないので、ディルムンの時代に陸上と並行して船上でも採取されていたかどうかは分からないが、可能性は指摘されている。
文献上、真珠と明示された記録が登場するのは、大プリニウス以降のことである。彼は『博物誌』の中で、バーレーンの古代ギリシア名ティロスについて、膨大な真珠が採取されることによって知られる地として言及していた。

### 中世・近世

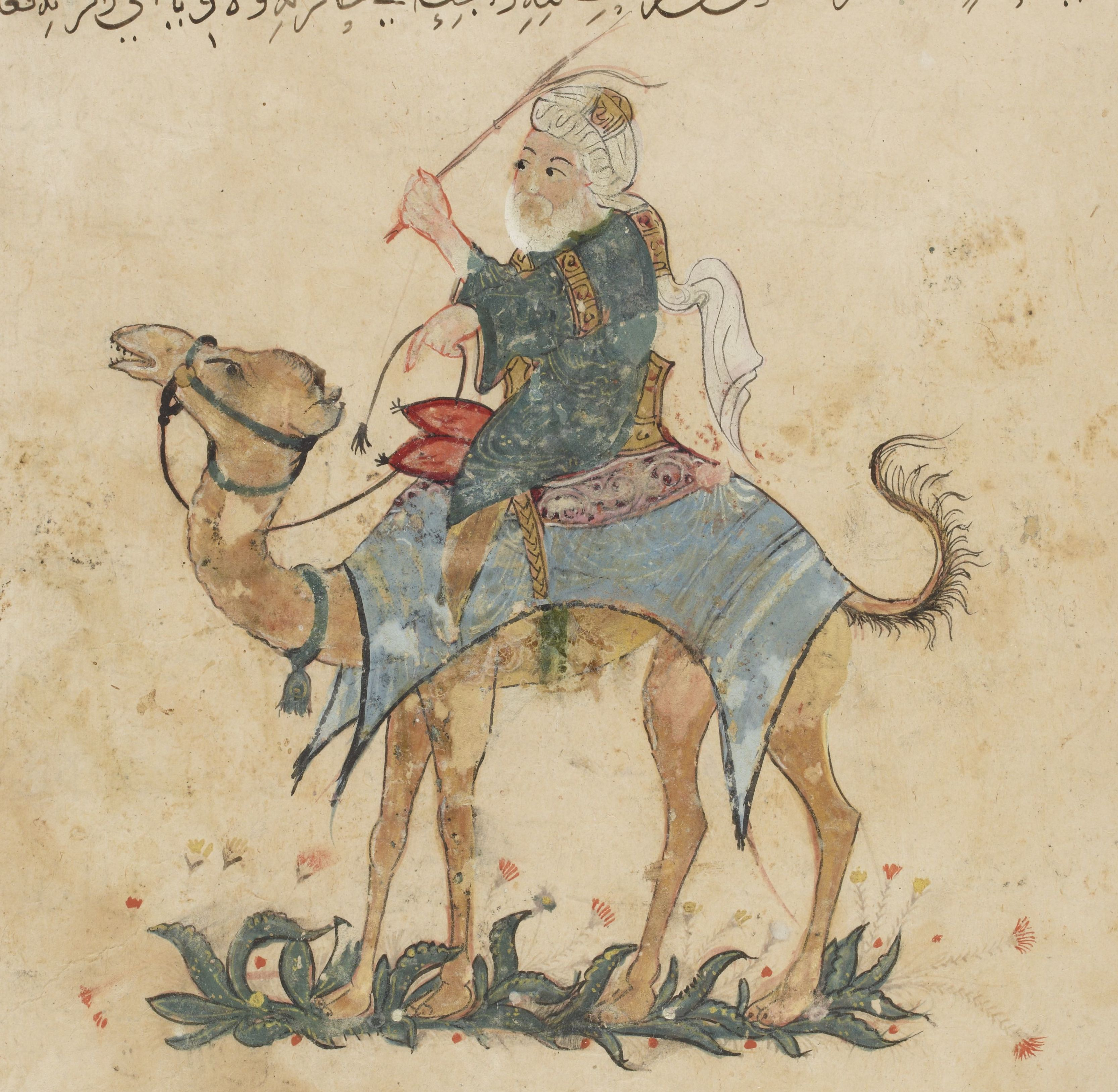
イブン・バットゥータ

10世紀以降は多くの旅行家や地理学者がバーレーンの真珠採取業に言及しており、真珠採取の方法などについての記録が見られるのもこの頃からである。10世紀のアブー・ザイド・ハッサンという人物は潜水などの採取方法に言及しているが、それは近代の採取業ともあまり変わらない手法であると指摘されている。同じように、10世紀の地理・歴史学者マスウーディーも、潜水夫たちが魚とナツメヤシしか食べないなど、近代とあまり変わらない真珠採取について書き残している。のちに12世紀の地理学者イドリースィーも、バーレーンでの採取方法に言及した。13世紀に宝石に関する本を著したアフマド・ティーファーシーという人物は、スリランカ、オマーンなどとともに、高品質の真珠が採取される場所としてバーレーンを挙げている。同じく宝石に関する著書をものしたアル・ビールーニーは、夏を含む水温の高い時期の季節労働であることを紹介した。14世紀のイブン・バットゥータの旅行記にも、バーレーンの真珠採取の様子が詳述されている。それは直接目撃した証言ではなく、伝聞にすぎない可能性も指摘されているが、採取方法の叙述はおおむね正確であり、潜水夫が商人に債務を負って労働に従事しているという近代に見られるのと同じような状況が、当時すでに存在していたことが窺える点などに特色がある。
15世紀にはポルトガル人の探検家ドアルテ・バルボサが、バーレーンでは多くの真珠が採取され、質のよい大粒も出ることに言及しており、16世紀になると本格的なポルトガル人の進出が始まった。1522年にバーレーンはポルトガルに占領されたが、その主目的は真珠産業の支配にあったと指摘されている。そのポルトガルは17世紀初頭に進出してきたイギリスに敗れ、のちにオランダ、フランスなどの進出もイギリスに阻まれた。ちょうどそのころ、バーレーンの真珠産業は一時的な不況に見舞われていたと考えられている。1490年に1000隻記録されていた採取船が、17世紀初頭までに数百隻にまで減少しているからだ。その理由としては、アメリカ大陸への進出によって、ヨーロッパ人たちが新しい真珠調達先を開拓できるようになったことなどが挙げられている。

### 近代・現代
19世紀にはイギリスがペルシア湾において、アラビア半島側の多くを保護領とした。しかし、内政には不干渉の姿勢を取っていたため、真珠採取業にも干渉しなかった。ペルシア湾のうち、アラビア半島側では真珠床を湾岸住民全体の共有財産とする考えが古くからあり、湾岸の住民はどこの真珠床で採取しても許される一方、外国人の採取は全面的に排除されていた。この慣習法はイギリスの保護下でも維持され、イギリス人も「外国人」として採取が禁じられたのである。その一方、イギリスは一帯を保護領化していたため、海上の安全保障に注意を払っており、真珠採取を行なっていた船がしばしば海賊船の襲撃を受けた際には、海賊船の駆逐に当たった。
バーレーン真珠採取業の黄金時代は1850年代から1930年頃のことで、当時の真珠はダイヤモンドよりも高価とされ、ジャック・カルチエのような宝石商たちをこの地に惹きつけた。イギリスは19世紀末から20世紀初頭にかけて、フランスやドイツの商人たちがペルシア湾内での真珠採取に関心を寄せると、対応に苦慮することになった。ことに問題となったのが、領海（当時は3海里）外での外国人の操業を拒否できるのかという問題であった。沿岸からかなり離れた海域では地元民による採取も行われておらず、基本的に公海上での他国の行動を制約する法的根拠はないが、それが実現した場合、地元民の間で、公海上での真珠採取のせいで自分たちの真珠採取に悪影響が出たというような風評が広まる懸念があり、地域の不安定化につながる恐れがあった。これに対するイギリス法務省の見解は、公海上での外国の操業を直接的に拒絶する法的根拠はないが、食糧をはじめとする補給面で協力しないという形で間接的に妨害し、それでも駄目なら、最悪の場合には武力行使の可能性も排除しないことをほのめかしていた。
こうした欧州列強の緊張関係のなか、地元民による伝統的な真珠採取業は続けられており、その品質の高さが評価されていた。20世紀前半のレバノンの詩人で紀行作家だったアミーン・リーハーニーは、バーレーンの真珠の品質について、「世界中で最も純粋で最も完全」と評していた。実際、バーレーン近海には質・量ともすぐれた好漁場があったことから、採取船の数はペルシア湾内でも多く、国内ではムハッラク島を拠点とする船が半数以上を占めていた。
|        | 採取船の数（隻） | 収益            |
| ------ | ---------------- | --------------- |
| 1833年 | 1500             | 240,000ポンド   |
| 1835年 | ――               | 400,000ポンド   |
| 1896年 | 1896             | 303,941ポンド   |
| 1930年 | 509              | 2,125,000ルピー |
| 1948年 | 83               | 855,000ルピー   |

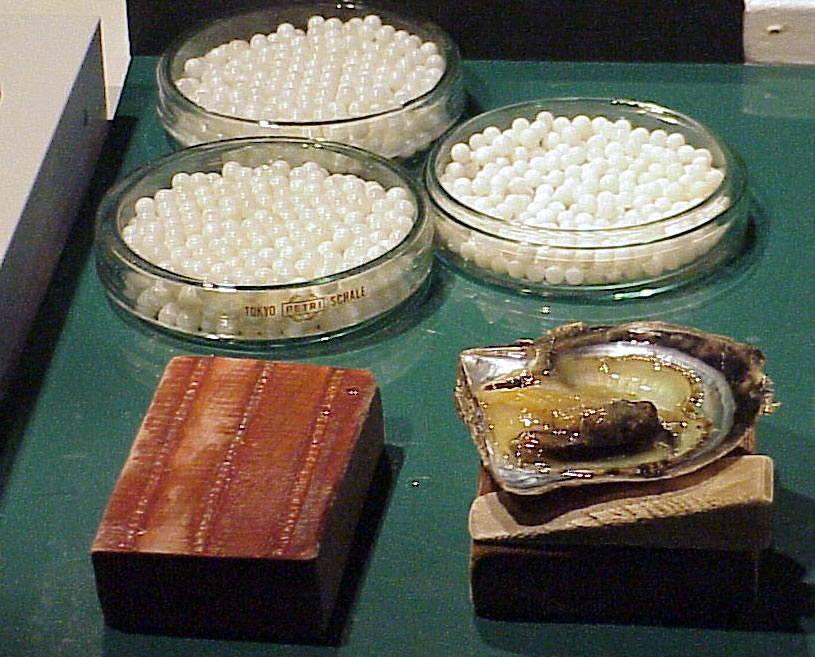
日本で養殖された真珠

1930年には約30000人の潜水夫たちがおり、まだバーレーンの基幹産業をなしていた。そのころまでは、バーレーンが稼ぎ出す富のうち、実に4分の3が真珠によるものだったとも言われる。当時のバーレーン真珠産業の推移を上記の表で示しているが、バーレーンに限らず、ペルシア湾の真珠採取業の継続的統計には信頼できるものがないとも言われており、最盛期の船の数などでさえ、資料によるぶれが大きい。ゆえに表の数値は同一の出典に基づいて、継続的な変化を読み取れる一例を挙げたものである。
1930年頃を境に、真珠産業の凋落が顕著になり始めた。バーレーンの真珠産業を没落させた要因は2つある。ひとつ目は1929年にアメリカから始まった世界恐慌による宝飾品市場の縮小である。もうひとつが、御木本幸吉を始めとする日本の養殖真珠の存在である。日本の養殖業は形のよい真珠を大量に供給することが可能で、その価格は天然真珠の約3分の1であった。これによって、天然真珠採取業の利益が85 - 90 %ほども減少したと主張するバーレーンの真珠商人すら存在した。どちらの要因を重視するかは論者によって異なり、後者を重視する論者と、後者は限定的で前者が大きかったとする論者がそれぞれいる。
第一次世界大戦時には投機目的で真珠が高騰したが、第二次世界大戦時にはそういったこともなく、大戦末期にインド市場での売れ行きが好調で持ち直したかに見えた年があっても、一時的な現象に過ぎなかった。1959年の時点で、すでにバーレーンはペルシア湾における真珠採取業の中心地ではなくなっており、トルーシャル・コーストにその地位を譲っていたと言われている。
バーレーンをはじめとするペルシア湾諸国は、養殖真珠が普及するようになると、その輸入や国内での販売を禁じただけでなく、養殖法を持ち込むこと自体も禁じた。特に警戒されたのは天然真珠に養殖真珠を混ぜて売ることであり、かつてのバーレーンでは重罪とされていた。2012年時点でもなおバーレーン国内での養殖真珠の取引は禁止されているが、天然真珠の採取に従事している潜水夫はほとんどいなくなっている。バーレーンでは真珠採取業の凋落と重なるように、ペルシア湾岸のアラビア半島側で最初の油田が発見され（1932年）、ほとんどの潜水夫たちは石油産業へと鞍替えしていった。以降のバーレーンの中心産業は石油関連であり、歳入に占める石油関連収入は1980年代初頭の時点で約75%、2008年には85%となっている。
ペルシア湾岸の真珠貝はほとんど採取されなくなったにもかかわらず、真珠貝自体が減少しているとされる。これに対し、2013年5月には日本の独立行政法人水産総合研究センター西海区水産研究所がバーレーンに協力して近海の真珠貝の生息調査を行なった。この調査の目的は、日本の水産技術によって真珠貝を増やし、伝統的な真珠採取業の再興につなげることにある。

## 真珠採取の方法
ペルシア湾での真珠採取という場合、真珠貝から真珠を取る場合と貝殻を取る場合が存在したが、中心的な採取業は前者のことであり、その場合の真珠貝は主にアコヤガイの近縁種であるピンクターダ・ウルガリス（Pinctada Vulgaris, 現地名マッハーラないしマハーラ）を指した。以下では、主にバーレーンにおける真珠採取の全盛期である19世紀後半から20世紀初頭の様子を中心に叙述する。

### 漁期と規模
前述のように、真珠採取は古くから季節労働であり、3月末から9月末までの約半年間が採取の時期となるが、本格的に潜水が行われるのは6月から9月末ないし5月中旬から9月中旬までで、それ以外の時期は予備的な調査であったり、沿岸部での小規模な採取が主となる。イスラーム暦で断食を行うラマダーンと重なる時期については、潜水夫たちには潜水を拒否する者もいる。それは海水が耳に入ると淡水に変わって体内に入り、断食を破ると信じられていたためだったという。その一方で、慣例ではラマダーンには採取を中断して港に戻り、ラマダーンが明けてから再出発するのが原則とされていたが、実際の運用は柔軟で、数日の断食だけで漁を再開し、帰港してから帳尻合わせの断食が行われることもあったという。
本格的な真珠採取においては真珠床、つまり真珠貝が取れる漁場に繰り出すことになる。真珠床（総称はヒールないしヘイル）は形状や規模によってズフル、ナイワ、ハーラ、ハワード、アーリド、タブラーなど多様に呼び分けられ、それぞれの真珠床には発見者の名前や近隣の沿岸部の地名がつけられた。ペルシア湾岸は真珠床が多いが、特にアラビア半島側に良質な真珠床が多く存在した。このため、イラン側での真珠採取が3、4年に一度しか行えなかったのに対し、バーレーン側では毎年かなりの量の真珠貝を採取できた。ただし、その真珠貝から取れる真珠は稀少で、ペルシア湾（より詳細な地域は不明）での記録として、3万5000個の真珠貝の中から商品価値のある真珠は3個だけ（ほかに価値のない真珠が18個）という数字もあったという。
ペルシア湾の真珠採取船は、本格的な採取の時期には数ヶ月陸に戻れないこともあったが、バーレーンの場合は漁場の近さから、時折は陸に戻ることも可能だったという。それでも、漁期に戻れるのは1、2回だったとも言われている。採取船に乗り込む人数は規模によっても違うが、バーレーンの場合、1924年の公的な記録として、5人以下の船が62隻、15人以下が436隻、それを超える船が114隻となっていた。

### 潜水夫の作業

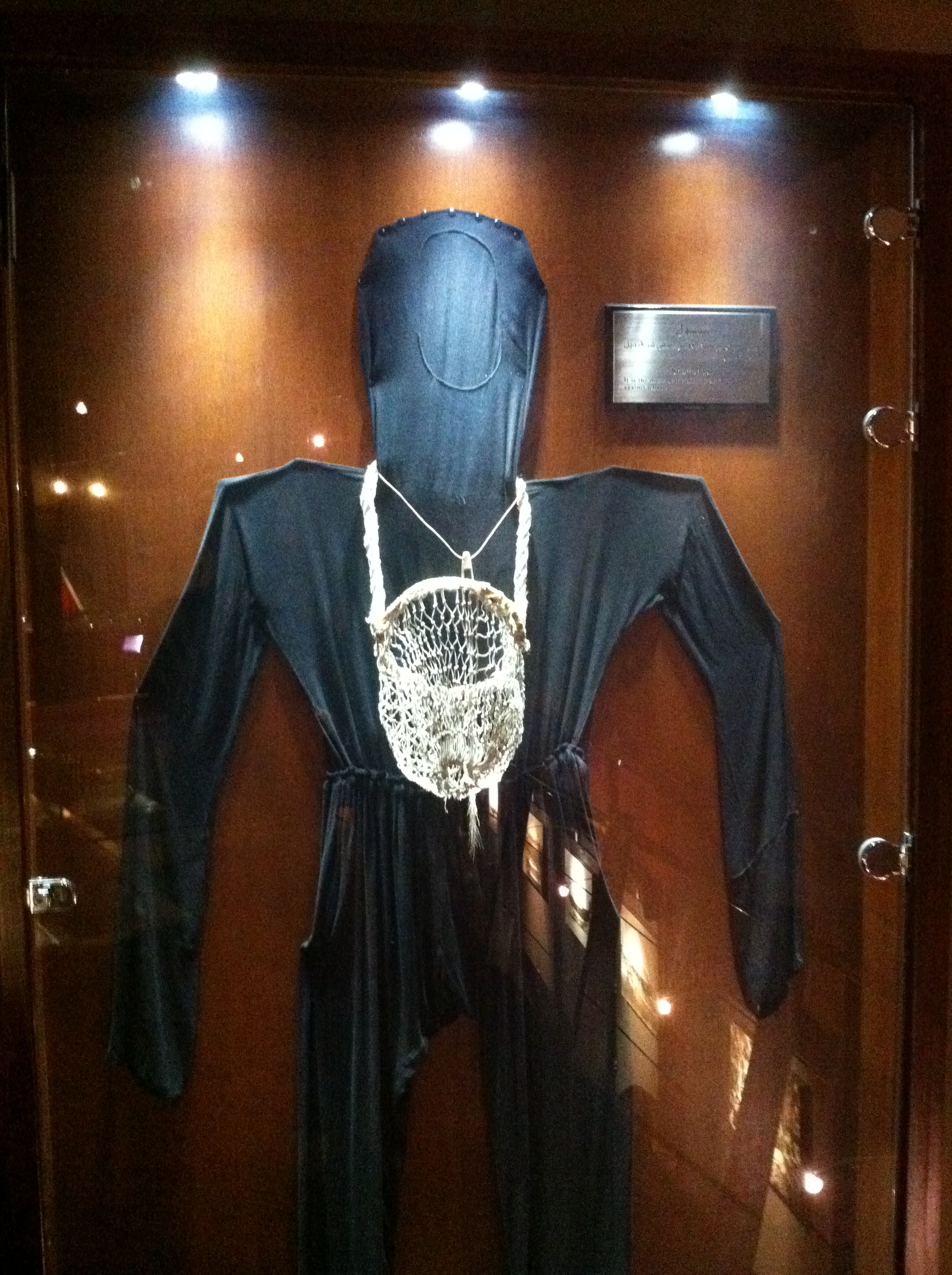
ペルシア湾一帯で使われていた装備の一部。首から提げているのが真珠採取用の網袋（クウェートの博物館の展示）

採取の中心となる潜水夫は、シーブ（縄の引き上げ役）と対になって潜水を行う。潜水夫は2本の縄とともに潜るが、片方には重石が付いている。潜水夫は重石を利用して効率的に海底にたどり着くと、迅速に作業を始める（重石の付いた縄はこの時点で引きあげられる）。潜水夫は素潜りに近く、半ズボンのようなものを着けただけで、ほかには鼻挟み、真珠貝を引き剥がすナイフ、貝を入れておく網袋（首から提げる）、指先を傷つけないための指袋を携帯しているのみである。ただし、ミノカサゴやクラゲなどに刺されると、潜水できなくなって送還される理由になりえたため、その対策として全身を覆う黒い潜水服（リビス）を着用することがあった。
潜水夫は1、2分程度、息が続く限り漁獲を続け、息苦しくなったら残った縄を引っ張り、シーブに対し自分を引きあげるように合図する。この1回の潜水で取れる真珠貝の数は、イギリス人チャールズ・ベルグレイヴ（バーレーン顧問官、在任1926年 - 1957年）によれば、平均的には8個から12個であったという。前述のように、こうした採取の様式は中世からほとんど変化がないといわれるものである。そして、いつからなのかは不明だが、遅くとも19世紀後半以降は、潜水に関連して新しい機械や装具を使うことは禁止されており、ゴーグルの類すら認められていなかったのである。新しい機械などが禁じられていたのは、資金力に関わりなく公平に真珠採取の機会が与えられるようにという趣旨であったという。
潜水夫が採取した真珠貝は1箇所にまとめられてしまうので、誰が採った貝からどの真珠が出たかなどは分からなくなる。こうした潜水はグハマ制と呼ばれるグループ単位の規則的な制度で行われ、連続して何回か潜水をしたあと、他のグループが採取しているときには休憩となる。このグループの数や潜水する回数、休憩とのバランスなどは、船の規模や漁期（水温が高く、潜りやすい時期かどうか）などによっても変化する。また、グループ内で海に入る順番も決まっており、これによって互いの縄が絡まないようになっている。一般的には、潜水夫たちが息を止めて海中で作業する時間の累計は1日当たり1時間から2時間にもなり、休憩時間の累計もほぼ同じくらいになるとはいえ、かなり過酷なものであった。潜水夫の労働を「地球上に存在した最も過酷な労働の一つ」と位置づける者さえいる。

### 真珠の取り出し作業
収穫した真珠貝はいったん倉庫に放置し、翌朝に口を開け、真珠を取り出す作業にかかる。翌朝に作業するのは、貝が死んでからの方が作業が容易になるためである。また、口開け作業にあてられている早朝は、海水温が上がっておらず、潜水作業は行えない時間帯でもある。口開け作業では船長などが監視に当たるが、船員たちが取り出した真珠を着服するような行為は、普通見られなかったという。
真珠を採取したあとの貝は、そのほとんどを海に捨て、食用にすることはない。これは捨てた貝が新しい貝の栄養になると信じられていたためだが、実際に食べてみたことがあるという前出のベルグレイヴは、二度と食べたくないと評していた。

### 前払い賃金と問題点
こうした作業に従事していた潜水夫たちは、古くは非常に厳しい境遇に置かれていた。彼らは商人たちから賃金を前払いされるのが慣例となっていたが、この前払い賃金は実質的に高利を伴う借金であって、採取時期以外にも商人や船長たちのもとで不払い労働に従事させられる原因になった。また、潜水夫が死んだ時点で借金が残っていると、息子が潜水夫になって返済しなければならなかった。こうしたシステムは、前述のようにイブン・バットゥータの時代にもそれらしい記述が見られるものの、はっきりと確立したのは、地元のエリート層によって真珠採取が組織化されるようになった17世紀以降のことである。
これを改善したのがバーレーンの首長ハマドであった。かれは1920年代から大改革に着手し、前払い制は残しつつもその額の上限や利率を国が毎年公示すること、潜水夫には「潜水夫手帳」を支給して貸借額を厳格に管理すること、死亡時に残った借金は子供に引き継がせずに消滅させること、採取時期以外の不払い労働を禁止することなどを定めた。これには既得権益を守ろうとした商人らから反発が生まれたのはもちろんだが、船長や商人から虚偽を吹き込まれた潜水夫たちも反対に回り、しばしば大きな暴動が起こった。しかし、1932年までにはこうした動きはおさまり、断行された改革への反対は出なくなった。
この改革を経て、バーレーンでは「潜水会議」という真珠採取業に関わる国の会議が発足し、真珠採取業に関する諸事項が取り決められるようになった。

## 真珠の取引

### 単位と価値

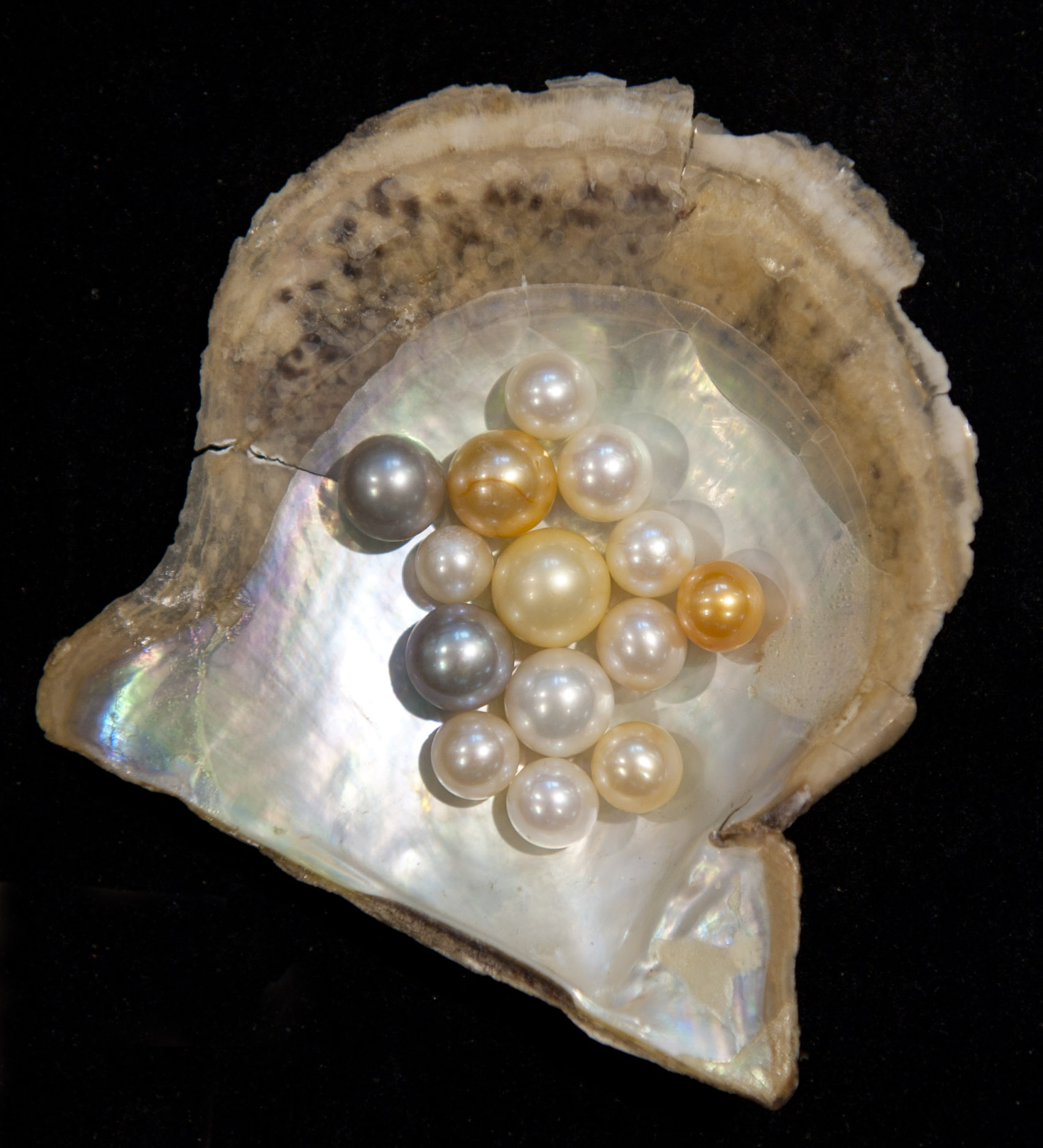
さまざまな色合いの真珠（参考画像）

真珠の大きさや重さをはかる際には、目の細かさが異なる複数の篩で大きい順に4.6 mm以上、3.8 mmまで、3.2mmまで、2.8mmまでとそれ未満に分類した上で、秤などが併用されたが、真珠の取引には独特の単位が用いられた。ペルシア湾岸と、真珠市場があったインドのボンベイやプーナで真珠の重さを量る単位はミスカール（複数形はミサーキール）だったが、地域によって違いがあり、4.80グラムから10.37グラムまで幅があった（バーレーンでは1ミスカール=9.72グラム）。さらに価格を決めるときの単位がチャウ（複数形はアチュワ）で、これはミスカールを二乗した数字に330という係数を掛けて算出された。チャウの算出方法に地域差はないが、ミスカール自体の差が大きかったため、チャウも地域差が大きかった。こうした単位は分かりづらいものであり、前出のベルグレイヴはチャウが重さそのものの単位であると誤認していた。この複雑な単位系の換算は、真珠商人が不当な利益を得る源にもなったという。
真珠は形や色で等級が分かれており、等級ごとに1チャウ当たりの単価が決められた。形で最も価値が高いのは真円であり、最も価値が低いのは貝殻にへばりついてしまっているものであった。ほかにも、半球状、卵形、豆形、楕円形などに分類された。色で最も価値が高いのはカラービ（色変わり）と呼ばれる、一見すると純白に見えるが、内側からバラ色の輝きを放つ色合いで、最も価値が低いのは緑色であった。ほかの色合いとしては、バラ色、たまねぎ色（白色）、空色などがあった。

### 買い付けと出荷
17世紀以降、クウェート、バーレーン、ハサ（フフーフなどを含むバーレーン対岸のサウジアラビア東部地方）などの真珠は、一度バーレーンのマナーマに集められ、そこからボンベイに出荷された。ボンベイはロンドン、バグダード、トルコなどのヨーロッパや中東の各市場との中継地点の役割を果たした。マナーマはバーレーン周辺の真珠の集積地であり、大きな真珠のコンクールなども行われていた。

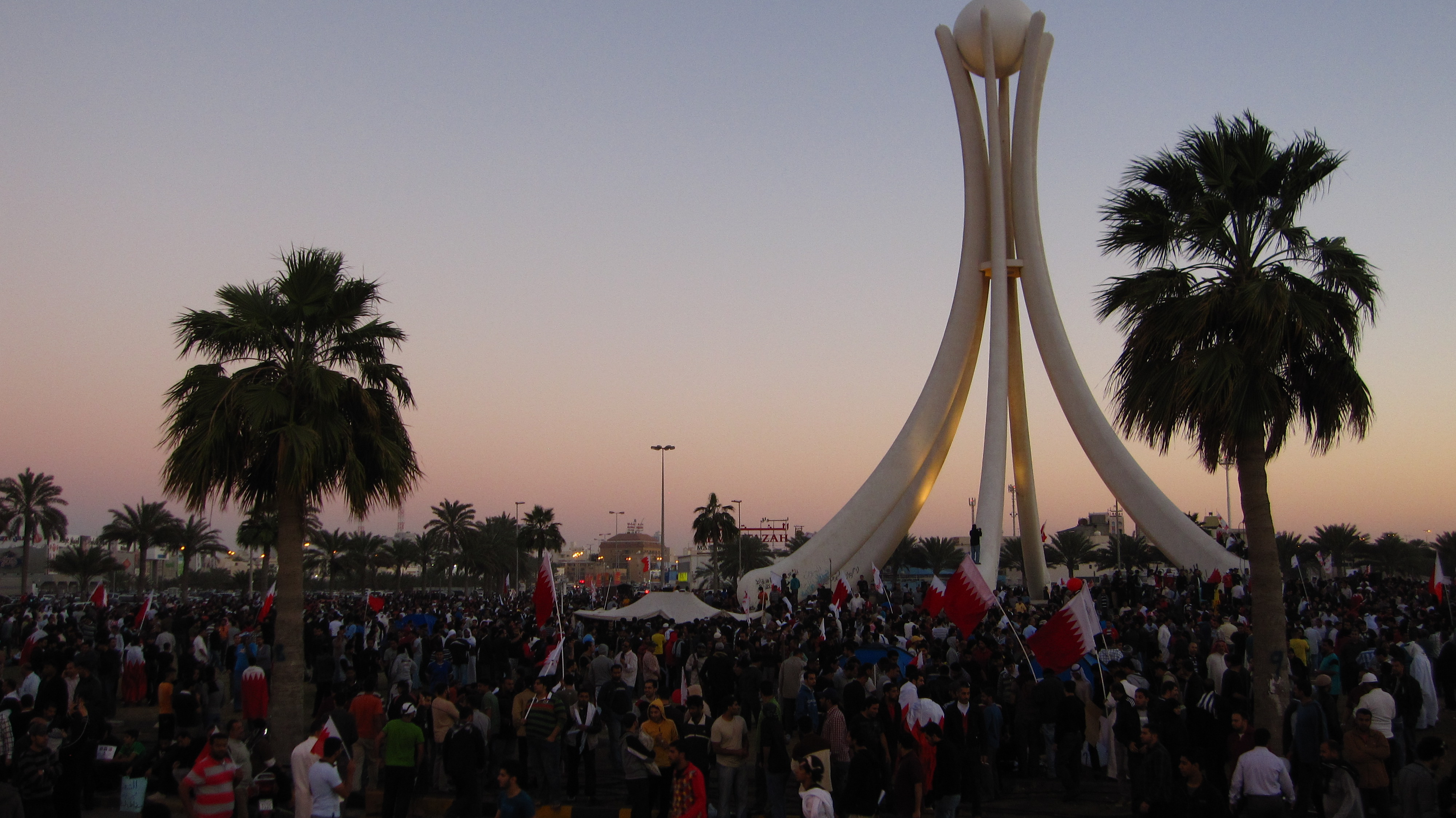
マナーマの真珠広場にあった真珠モニュメント

そうした役割から、マナーマには真珠商人たちも多く集まっていた。その真珠商人は3種類に大別できた。そのうち、ムサッカムは売買に関わらないで、船長に金を貸し付けるだけの、実質的な金融業者である（船長への貸付は、以下で説明するタージャルやタッワーシュも兼業していた）。タージャルがボンベイに出荷する商人で、店舗を構え、真珠の買取を行なった。タージャルに真珠を持ち込む商人がタッワーシュで、ある程度真珠採取が進んだ頃合に船で繰り出して、海上で採取船から真珠を買い付ける業者である。マナーマにはこのタッワーシュが多く集まり、ボンベイの市況などに関する情報を交換し、それを真珠の買い付けにも活用した。タッワーシュは漁場に繰り出した豪華な船から小舟に乗り換え、漁船を渡り歩いて買い付けた。タッワーシュに求められたのは、表面的に粗悪な真珠でも、磨いたり表面の皮膜を剥ぎ取ったりすることで価値が大きく上がるような真珠を見極めて、できるだけ安く買い叩く鑑定眼だったという。
一般向けの真珠の販売は、かつてのバーレーンでは真珠商人の館や店舗のほか、喫茶店などでも行われていたが、バザールに出回るのは、えてして価値の分からない外国人などに向けた粗悪品だったという。喫茶店などでコーヒーを飲みながら行われる商談は、長々と雑談を重ねた挙句にようやく本題の取引に入るような悠長なものだった。周囲の人々に値段を知られたくない時には、伝統的に布で覆った手の特定部位を指で触れることで値段を示すことも行われたが、その示し方は複雑で、前出のベルグレイヴは商人から教えてもらっても理解できなかったという。

## 世界遺産
ムハッラク島に残る、真珠採取に従事した潜水夫たちが使ってきた3.5 km ほどの道は、「バーレーン真珠の道」と呼ばれることがままある。この道とその周辺に残る真珠の採取・取引に関わった建造物群や、近海の真珠床などが世界遺産リストに登録されている。

### 経緯
世界遺産の暫定リストに登録されたのは2008年5月14日のことで、当初の名称は「バーレーンの真珠採りとその文化的景観」(Pearling and its cultural landscape in Bahrain) だった。
この物件の正式な推薦書は2010年1月27日に提出され、その年の10月6日から11日に、世界遺産センターに勧告を行うICOMOSによる現地調査が行われた。それに基づく評価書が翌年、世界遺産センターに提出され、第35回世界遺産委員会（2011年）で審議されることになった。その審議結果は「情報照会」で、旧来の建物を保存していく計画について、詳細を提示するように決議された。バーレーンは保護・管理計画に関する追加情報を2012年1月31日に提出し、それを踏まえた第36回世界遺産委員会の審議で正式に登録が認められた。

### 登録名
世界遺産としての登録名は Pearling, testimony of an island economy（英語）、Activités perlières, témoignage d’une économie insulaire（フランス語）である。その日本語名は文献によって、細かい点でかなり食い違う（以下、真珠の養殖と結び付けている訳名などは明らかに実態に反しているが、それぞれの資料のまま示す）。
- 島の経済を表す真珠産業遺産（日本ユネスコ協会連盟）[95]
- 真珠の生産を中心とする島嶼経済の証拠（世界遺産アカデミー）[96]
- 真珠採り、島の経済を物語るもの（西和彦）[97]
- 真珠採り、島の経済の証し（古田陽久）[98]
- 真珠採取 : 島嶼部経済活動の証明（『今がわかる時代がわかる世界地図2013年版』）[99]
- 真珠養殖遺構（『なるほど知図帳・世界2013』）[100]
- ペルシア湾の真珠産業関連遺産：島嶼経済の証拠(大沢 & 宮沢 2023, p. 220)

### 構成資産
世界遺産を構成するのはムハッラクにある真珠商人らによる建造物群、ムハッラク南端のブー・マーヒル (Bū Māhir) の海岸線と要塞、近海の3箇所の真珠床で構成されている。

#### ムハッラク市街の建造物群
ムハッラクの建造物群は、富裕な真珠商人たちが建てた館や、それと隣接する商店、倉庫、集会場 (majlis)、モスクなどである。それらの建築様式には様々な国の影響が指摘されているが、それらは真珠取引の国際性を反映したものである。
特に富裕な真珠商人であるスィヤディ（シャディ）一族に関連する建造物が複数登録されている。まず、住居2棟とモスクが連なるスィヤディの建造物群 (Siyadi complex) である。このうち、ひとつ目の館は1850年に建てられ、1921年に改築されたもので、外観は装飾的なファサードが特徴的である。家族の住居と客の宿泊施設を兼ねた邸宅で、内装もペルシアから輸入した木工品などを使い、凝ったものになっている。この館はバーレーン文化省の所有物になっている。2つ目の館は1931年に建てられたもので、2012年の時点では、施工主の孫が住んでおり、一般公開はされていない。円錐形のミナレットと簡素なファサードが特徴のモスクは1階建てで、1865年に建てられたが、現在残るのは1910年に再建されたあとのものである。
これらの建造物群とは別に、店舗・倉庫の建造物群も登録されている。スィヤディの店舗群 (Siyadi shops) は、1860年から1905年に建造された3つの建造物群であり、うち2件が世界遺産になっており、残る1件は緩衝地域に含まれている。これらの店舗は真珠の時期にはそれを扱い、ほかの時期には食料品などを商った。
そのほかに何人もの商人たちの館や店舗が登録されているが、それらのうち、年代が特定できるものは、いずれも19世紀後半から20世紀初頭に建てられており、バーレーンの真珠産業の黄金時代にどれだけの富が蓄積されたのかを物語る。
ムハッラクの建造物群は、前述したスィヤディの館のひとつなどの例外を除いて、ほとんどが私有財産だが、法令によって文化省の管理下におかれている。2011年には文化省によって、ムハッラクの古い町並みを保存するための計画が策定された。

#### ブー・マーヒル海岸と要塞
ブー・マーヒル (Bū Māhir) は、埋立地ばかりになっているムハッラクの海岸線の中で、唯一もとの砂浜海岸が残っている場所であり、世界遺産登録範囲の長さは110 m である。ブー・マーヒル要塞はこの海岸線の防衛のために設置された施設である。ブー・マーヒル海岸が真珠採取にとって重要なのは、そこが採取船の出発地であり、また帰還地でもあったからである。それは同時に祭りが行われた場でもあった。バーレーンに限らず、ペルシア湾岸地域の真珠採取では、採取時期の長期航海の出発に際して、金太鼓や歌で船を送る祭事が催されたのである。
市街地の登録資産と同じく、法令によって保護地域に指定されている。

#### 真珠床
選ばれた3箇所の真珠床 (Hayr Bū-l-Thāmah, Hayr Bū ‘Amāmah, Hayr Shtayyah) はいずれも天然真珠の豊かな採取場であり、史料などで高品質の真珠が取れる場所などとして言及されたことがある。登録された総面積は35,083.5 ha で、世界遺産登録面積（35,087 ha）の99%以上を占める。
これらの真珠床と緩衝地域に指定されている周辺の海域は、1995年から2001年にかけての法令で段階的に保護され、野生生物保護区として、漁獲などにも規制がかけられている。

### 登録基準
この世界遺産は世界遺産登録基準のうち、以下の条件を満たし、登録された（以下の基準は世界遺産センター公表の登録基準からの翻訳、引用である）。
- (3) 現存するまたは消滅した文化的伝統または文明の、唯一のまたは少なくとも稀な証拠。

具体的には、少なくとも2世紀から20世紀初頭までペルシア湾岸で営まれてきた伝統的な真珠採取業について、推薦資産はその全盛期の姿を物語る優れた例証である点などに対して適用された。
バーレーン政府は推薦時に、基準 (5) も適用できると主張していた。
- (5) ある文化（または複数の文化）を代表する伝統的集落、あるいは陸上ないし海上利用の際立った例。もしくは特に不可逆的な変化の中で存続が危ぶまれている人と環境の関わりあいの際立った例。

バーレーンの主張では、推薦資産は伝統的な海洋利用や島嶼国家の経済活動の優れた例証であるだけでなく、世界恐慌などのグローバルな出来事によって伝統産業がこうむった不可逆の変化を示すものであるとして、この基準が適用できるとしていた。これに対してICOMOSは、残っている建造物群は人と海洋のかかわりを直接的に示すものよりも、むしろ真珠の取引に関わるものが主となっており、海洋利用の例証と見做すのは不適切である上、世界恐慌などの影響はペルシア湾岸の他の真珠採取地域も蒙っているとの判断から、この基準は適用できないと評価した。
世界遺産委員会の審議でも基準 (3) のみでの登録が決議された。前述のように、暫定リスト掲載時点での名称には「文化的景観」（人と自然の相互作用で生まれた景観）の文言が含まれていたが、基準 (5) の不適用理由にもあるように、ICOMOSはこれを文化的景観とは認めず、記念物、建造物、遺跡などの組み合わせとだけ位置付けていた。